# Alva Sonesson
Alva Rut Kristina Sonesson, född den 19 januari 2001, är en svensk orienterare som tävlar för Falköpings AIK OK och svenska landslaget.
Sonesson har tagit tre SM-guld på juniorsidan, och ett SM-brons för seniorer. Hon har även tävlat i EM två gånger och i VM en gång. I VM 2024 kom hon på plats 19 i knockoutsprinten.
Som en av fyra svenska deltagare vid World Games 2025 i Chengdu i Kina vann Sonesson en bronsmedalj i medeldistans efter Simona Aebersold och Tereza Smelikova.. När 2025 års World Game avslutades med sprintstafett vann Sonesson tillsammans med Emma Bjessmo, Jonatan Gustafsson och August Mollén en silvermedalj enbart 5 sekunder efter det segrande schweiziska laget.